# Poecilodromus birmanicus
Poecilodromus birmanicus är en stekelart som beskrevs av Heinrich 1975. Poecilodromus birmanicus ingår i släktet Poecilodromus och familjen brokparasitsteklar. Inga underarter finns listade i Catalogue of Life.